# Lijst van Nederlandse staatssecretarissen van Binnenlandse Zaken en Koninkrijksrelaties
Dit is een lijst van Nederlandse staatssecretarissen van Binnenlandse Zaken en Koninkrijksrelaties.
| Kabinet                                                                    | Periode    | Staatssecretaris         | Bijzonderheden |
| -------------------------------------------------------------------------- | ---------- | ------------------------ | --- |
| Vanaf 1948 staatssecretaris van Binnenlandse Zaken.                        |            |                          | |
| kabinet-Drees-Van Schaik                                                   | 1948-1951  | -                        | |
| kabinet-Drees I                                                            | 1951-1952  | -                        | |
| kabinet-Drees II                                                           | 1952-1956  | -                        | |
| kabinet-Drees III                                                          | 1956-1958  | Norbert Schmelzer        | |
| kabinet-Beel II                                                            | 1958-1959  | Norbert Schmelzer        | |
| kabinet-De Quay                                                            | 1959-1963  | Theo Bot                 | |
| kabinet-Marijnen                                                           | 1963-1965  | -                        | |
| kabinet-Cals                                                               | 1965-1966  | Theo Westerhout          | |
| kabinet-Zijlstra                                                           | 1966-1967  | -                        | |
| kabinet-De Jong                                                            | 1967-1971  | Chris van Veen           | |
| kabinet-Biesheuvel I                                                       | 1971-1972  | Jan van Stuijvenberg     | afgetreden op 19 juli 1972, tegelijk met de andere bewindslieden van DS'70                                                                        |
| kabinet-Den Uyl                                                            | 1973-1977  | Wim Polak                | |
| kabinet-Van Agt I                                                          | 1977-1981  | Henk Koning              | |
| kabinet-Van Agt II                                                         | 1981-1982  | Saskia Stuiveling        | Financiële en economische aangelegenheden lagere publiekrechtelijke lichamen, grote-stedenproblematiek en voorbereiding gemeentelijke herindeling |
| kabinet-Van Agt II                                                         | 1981-1982  | Gerard van Leijenhorst   | Minderhedenbeleid en rampenbestrijding |
| kabinet-Van Agt III                                                        | 1982       | Gerard van Leijenhorst   | |
| kabinet-Lubbers I                                                          | 1982-1986  | Marius van Amelsvoort    | |
| kabinet-Lubbers II                                                         | 1986-1989  | Dieuwke de Graaff-Nauta  | |
| kabinet-Lubbers III                                                        | 1989-1994  | Dieuwke de Graaff-Nauta  | |
| kabinet-Kok I                                                              | 1994-1998  | Jacob Kohnstamm          | Grotestedenbeleid, veiligheid, kiesrecht en het informatievoorzieningsbeleid                                                                      |
| kabinet-Kok I                                                              | 1994-1998  | Tonny van de Vondervoort | Bestuurlijke en financiële organisatie lagere overheden, financiën lagere overheden en gemeentelijke herindeling                                  |
| Kabinet                                                                    | Periode    | Staatssecretaris         | Bijzonderheden |
| Vanaf 1998 staatssecretaris van Binnenlandse Zaken en Koninkrijksrelaties. |            |                          | |
| kabinet-Kok II                                                             | 1998-2002  | Gijs de Vries            | Koninkrijksrelaties, Rampenbestrijding en Streektalen, van 3 augustus 1998 tot 22 juli 2002                                                       |
| kabinet-Balkenende I                                                       | 2002-2003  | Rob Hessing              | Openbare Orde en Veiligheid |
| kabinet-Balkenende II                                                      | 2003-2006  | -                        | |
| kabinet-Balkenende III                                                     | 2006-2007  | -                        | |
| kabinet-Balkenende IV                                                      | 2007-2010  | Ank Bijleveld            | Koninkrijksrelaties, Financiën en Wetgeving Lagere Overheden, Rampenbestrijding, Vermindering Lastendruk en Organisatie Rijksoverheid             |
| kabinet-Rutte I                                                            | 2010-2012  | -                        | |
| kabinet-Rutte II                                                           | 2012-2017  | -                        | |
| kabinet-Rutte III                                                          | 2017-2022  | Raymond Knops            | Koninkrijksrelaties, Rijksvastgoedbedrijf en Grensoverschrijdende Samenwerking                                                                    |
| kabinet-Rutte IV                                                           | 2022-2024  | Alexandra van Huffelen   | Koninkrijksrelaties en Digitalisering (mag zich in het buitenland Minister voor Digitalisering noemen)                                            |
| kabinet-Schoof                                                             | 2024-2025  | Zsolt Szabó              | Koninkrijksrelaties en Digitalisering |
| kabinet-Schoof                                                             | 2024-heden | Eddie van Marum          | Herstel Groningen (2024-2025) Herstel Groningen, Koninkrijksrelaties en Digitalisering (2025-heden)                                               |

Binnenlandse Zaken en Koninkrijksrelaties · Buitenlandse Zaken · Defensie · Economische Zaken · Financiën · Justitie · Landbouw, Natuur en Voedselkwaliteit · Onderwijs, Cultuur en Wetenschap · Sociale Zaken en Werkgelegenheid · Verkeer en Waterstaat · Volksgezondheid, Welzijn en Sport

Staatssecretariaten op voormalige ministeries: Volkshuisvesting, Ruimtelijke Ordening en Milieubeheer